# Campionato di calcio della Repubblica Socialista Sovietica d'Estonia 1949
Il Campionato di calcio della Repubblica Socialista Sovietica d'Estonia 1949 era la massima divisione del campionato estone ed era un campionato regionale sovietico. La vittoria finale andò al Dünamo Tallinn che vinse il terzo titolo della sua storia.

## Formula
Era formato da nove squadre: ogni formazione si incontrava le altre in gironi di andata e ritorno, per un totale di 16 incontri. Erano previsti due punti per la vittoria e uno per il pareggio. 

## Classifica finale
|                       | Pos. | Squadra         | Pt | G  | V  | N | P  | GF | GS | DR  |
| --------------------- | ---- | --------------- | -- | -- | -- | - | -- | -- | -- | --- |
| RSS Estone (bandiera) | 1.   | Dünamo Tallinn  | 26 | 16 | 14 | 2 | 0  | 58 | 11 | +47 |
|                       | 2.   | BLTSK           | 25 | 16 | 12 | 1 | 3  | 54 | 22 | +32 |
|                       | 3.   | Esto Tallinn    | 19 | 16 | 8  | 3 | 5  | 33 | 25 | +8  |
|                       | 4.   | Dünamo Viljandi | 17 | 16 | 8  | 1 | 7  | 40 | 42 | -2  |
|                       | 5.   | Kalev Tartu     | 17 | 16 | 6  | 2 | 8  | 26 | 25 | +1  |
|                       | 6.   | Dünamo Narva    | 13 | 16 | 6  | 1 | 9  | 22 | 32 | -10 |
|                       | 7.   | Sokol Tallinn   | 9  | 16 | 3  | 3 | 10 | 18 | 39 | -21 |
|                       | 8.   | Kalev Pärnu     | 7  | 16 | 3  | 1 | 12 | 22 | 51 | -29 |
|                       | 9.   | Dünamo Rakvere  | 7  | 16 | 3  | 1 | 12 | 13 | 36 | -23 |